# Fiat 131 Abarth
 (avril 2023).
Si vous disposez d'ouvrages ou d'articles de référence ou si vous connaissez des sites web de qualité traitant du thème abordé ici, merci de compléter l'article en donnant les références utiles à sa vérifiabilité et en les liant à la section « Notes et références ».
Chronologie des modèles ([[]] - [[]])
Fiat 124 Abarth Fiat Ritmo Abarth
La Fiat 131 Abarth Rally est une voiture de rallye créée sous la responsabilité des ingénieurs d'Abarth sur la base de la berline Fiat 131 de série. Ce modèle particulier sera produit entre octobre 1975 et mars 1976 à 400 exemplaires pour pouvoir être homologué en Groupe 4.
La Fiat 131 Abarth Rally est née de la volonté de la direction Fiat Courses de remplacer la fameuse Fiat 124 Abarth Rally, mais également la non moins fameuse Lancia Stratos qui domine le monde des rallyes depuis 1973 et qui commence à peiner face à la concurrence. Durant sa longue carrière au Championnat du monde des rallyes-WRC, la Fiat 131 Abarth a remporté :
- 18 victoires en compétition Groupe 4 (aucun constructeur n'a fait mieux),
- 3 titres de Champion du monde Constructeurs,
- 1 titre de Champion du monde FIA Pilotes,
- 2 titres de Champion du monde pilotes, entre 1976 et 1982[1].

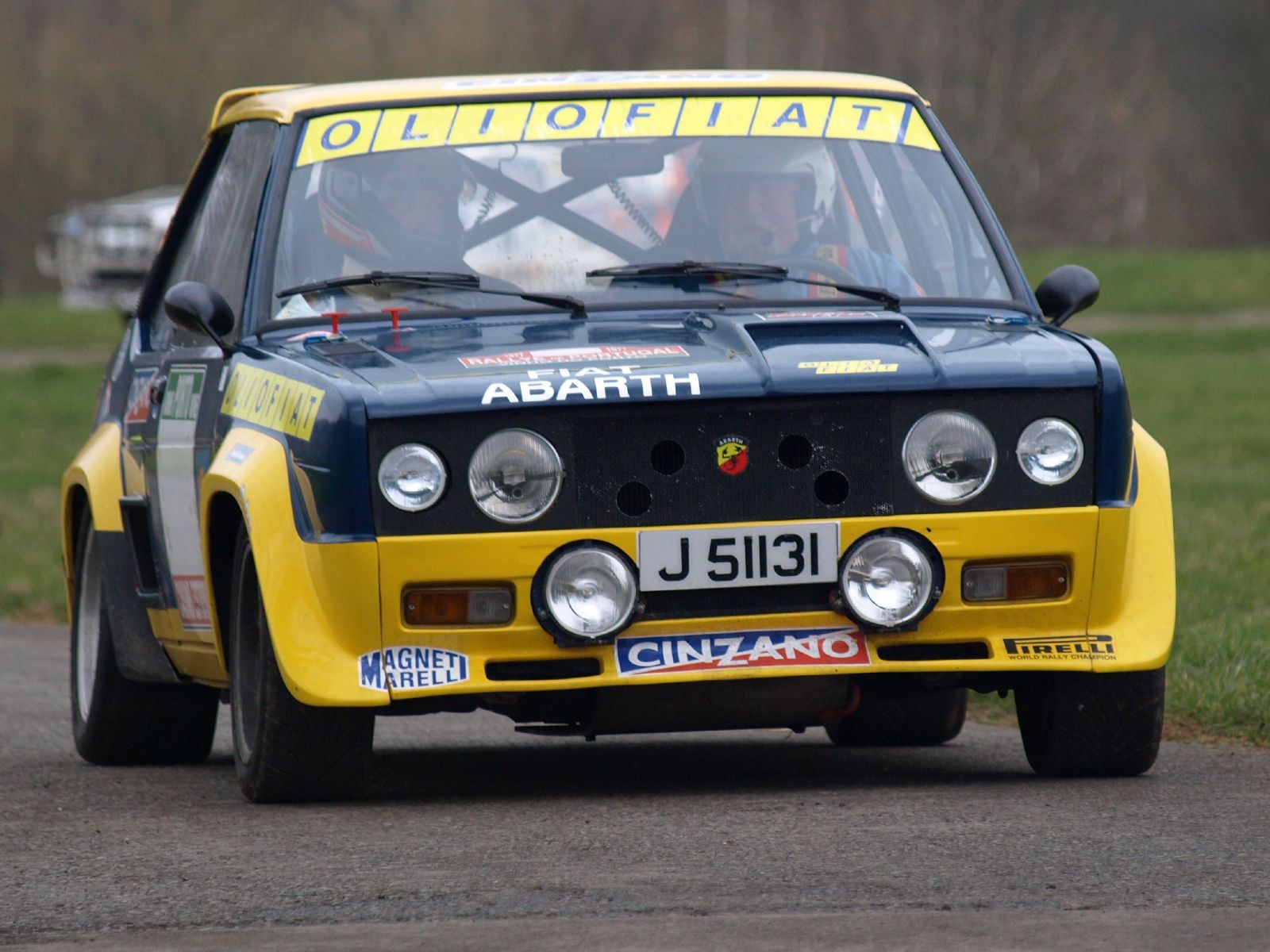
Une Fiat 131 Abarth Rally dans sa livrée course de base

En 1982, la Fiat 131 Supermirafiori 2000 Volumex Abarth remplacera la Fiat 131 Abarth « civile » de série, mais pas dans le monde des courses. Sa fabrication, en petite quantité, ne sera pas limitée en quantité et prendra fin avec l'arrêt de la production de la Fiat 131 de base, en fin d'année 1983.

## Le développement

### Le projet X1/9
Avant qu'il soit décidé de construire un nouveau modèle de course sur la base de la Fiat 131 de série, Abarth avait développé un autre projet sur la base de la Fiat X1/9 Spyder. Quand la direction de Fiat intima l'ordre de stopper net ce projet, la Carrozzeria Bertone avait déjà lancé la production des 500 exemplaires de série nécessaires à son homologation en Rallye Groupe 4. Sa carrosserie était très particulière avec un énorme snorkel (prise d'air verticale à la manière des F1) sur le capot moteur. La X1/9 Prototype participa au Tour d'Italie automobile en 1974 avec le pilote Clay Regazzoni.

### Le prototype Abarth 031
Une fois le projet reposant sur la X1/9 abandonné, il fallait trouver rapidement une remplaçante à la Fiat 124 Abarth Rally et surtout à la fameuse Lancia Stratos HF qui dominait le monde des rallyes depuis 1973 et dont la supériorité était menacée par la concurrence. La direction du département compétitions de Fiat Auto confia la responsabilité du nouveau projet à sa jeune filiale Abarth, société de tout temps liée au géant de Turin et totalement intégrée dans le groupe Fiat en 1971. C'est en 1975 que le premier prototype d'essai fut présenté officiellement sur la base de la Fiat 131 à deux portes.
Ce prototype fut baptisé « Fiat Abarth 031 » qui, à part la reprise des lignes générales de la carrosserie, n'avait rien à voir avec le modèle Fiat 131 de série. Le moteur reprenait le 3.2 V6 de la Fiat 130 avec une cylindrée portée à 3,481 cm3 alimenté par trois carburateurs Weber développant une puissance de 270 ch à 6 800 tr/min. La Fiat Abarth 031 atteignait les 260 km/h. L'aérodynamique fut affinée par le "Centro Stile" de Bertone. 

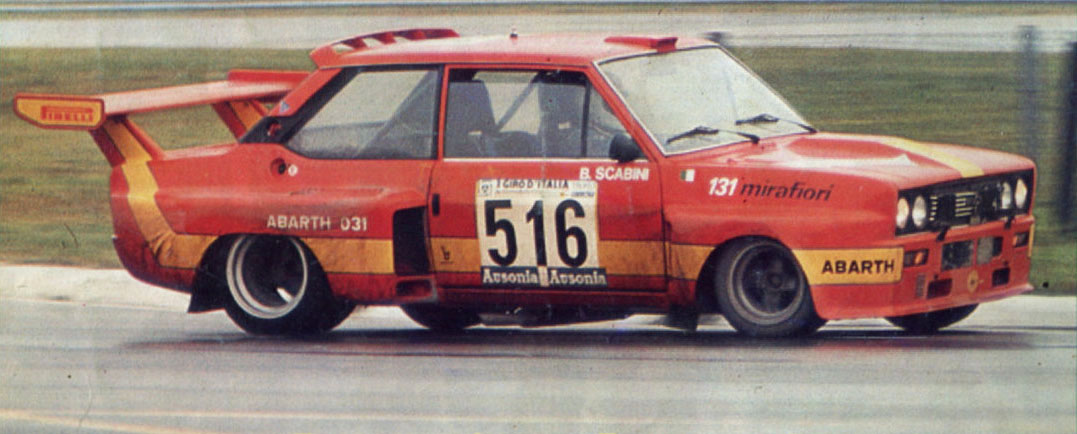
Le prototype « Fiat Abarth 031 », vainqueur du Tour d'Italie automobile 1975, au circuit d'Imola.

Avec comme pilote Giorgio Pianta, ce prototype fut engagé en compétition et remporta le Tour d'Italie automobile 1975. Cette participation à la course permit aux ingénieurs Fiat et Abarth d'acquérir une première expérience qui s'avèrera fondamentale pour la mise au point définitive de la future voiture de rallye que sera la Fiat 131 Abarth Rally.

### La Fiat 131 Abarth Rally «civile»
Avec l'expérience acquise sur le prototype Abarth 031 de course et sa victoire au Tour d'Italie 1975, les ingénieurs de Fiat et Abarth s'engagent sur la mise au point de la future voiture destinée à la course mais devra disposer d'une version "civile" pour obtenir l'homologation en Groupe 4.
Pour la Fiat 131 Abarth Rally, la base sera la version deux portes (première série) de la Fiat 131 avec une cure d'allègement afin de passer sous la tonne. Le coffre, les ailes élargies qui se rejoignent en un spoiler intégrant des écopes de refroidissement des freins et les passages de roues sont en résine, les portières et le toit en aluminium, les vitres latérales et de custode en plexiglas. Au passage, la voiture abandonne ses deux pare-chocs, ce qui permet de l'alléger de 65 kg. Pour garder un look sportif à la mode mais surtout pour  l'alimentation du carburateur, elle se pare d'une grosse prise d'air sur le capot et pour le refroidissement des freins en bas du pare-chocs avant et de chaque côté des ailes arrière. Les ailes élargies couvrent de larges jantes Cromodora en aluminium et des pneumatiques Pirelli P7 195/40 VR15. Pour l'aérodynamique, deux ailerons, un en bout de toit et un sur le coffre, sont là pour améliorer le Cx. À l'intérieur, l'ambiance se veut plus « luxueuse » que sportive avec de beaux sièges en velours et un tableau de bord ultra complet. La Fiat 131 Abarth Rally ne conservera que l'empattement de la version de base, sinon elle sera plus courte, plus basse et beaucoup plus large.
Son moteur est dérivé du 2,0 litres 4 cylindres en ligne Fiat à deux arbres à cames en tête déjà utilisé sur les Fiat 132 et Lancia Beta. Il a été retravaillé avec l'expérience acquise sur la Fiat 124 Abarth Rally pour en tirer 140 Ch. Pour la première fois, un moteur Fiat double arbre à cames avec 4 soupapes par cylindre est monté sur une voiture de série. Très souple, il reste toutefois parmi les plus vigoureux de sa catégorie avec un temps de 8,2 secondes pour passer de 0 à 100 km/h. L'alimentation est assurée par un carburateur double corps Weber. Les suspensions reprennent à l'avant le schéma type MacPherson de la 131 de base et adopte à l'arrière un schéma semblable à celles de la Fiat X1/9 en remplacement de l'essieu rigide. Fiat proposa également trois kits de transformation moteur qui portaient la puissance à 165, 190 ou 215 Ch. Un kit proposait les suspensions de la version course.

## La Fiat 131 Abarth Rally de compétition
Depuis son origine, le projet Fiat 131 Abarth Rally devait servir de base pour une voiture destinée à la compétition en rallye. Pour cela, le règlement imposait que la voiture soit dérivée d'un modèle de série dont la production minimale devait être de 400 exemplaires pour prétendre à l'homologation dans le Groupe 4.
Avec le prototype Abarth 031, elle fait quelques apparitions en 1975 dans le championnat italien équipée d'un V6 3,5l de 270 ch dérivé du moteur de la Fiat 130 Coupé mais commence réellement sa carrière en championnat du monde en 1976, à l'occasion du Rallye du Maroc où elle se montre d'emblée compétitive. 
Les modifications apportées à la version « civile » furent très importantes. Cette version course était très différente de celle vendue en concession. Lors de sa première apparition en compétition, seulement huit mois après le début de l'étude, c'est encore un prototype équipé d'un moteur 1,8 litre 16V hérité de la Fiat 124 Spider avec une puissance à peine supérieure à 200 ch et quelques modifications du châssis qui est engagée.
La version définitive de la Fiat 131 Abarth Rally Corsa est engagée la première fois en compétition en 1976. À partir de la Fiat Abarth 031 et le modèle 131 Abarth de série, le constructeur a développé une voiture destinée à courir pour le Championnat du monde des rallyes-WRC. Le moteur retenu est dérivé du modèle 131 Abarth de série, un moteur Fiat 2,0 litres double arbre à cames en tête. Il est profondément modifié pour le Groupe 1 avec de plus grosses soupapes, de nouveaux arbres à cames et pistons portant le taux de compression à 10,7/1, une admission par guillotine, une injection mécanique et un allumage spécifique Magneti-Marelli qui portent la puissance à 215 ch à 7.000 tr/min. Côté châssis, les ressorts sont plus durs, les amortisseurs ont une plus grande capacité d'huile, le différentiel ZF devient autobloquant avec des disques et le réservoir de carburant est déplacé pour une meilleure répartition des masses. 
En 1976, sous les couleurs Olio Fiat et face aux Lancia Stratos HF, l'équipage Alen - Kivimaki gagne le rallye des 1000 lacs en Finlande. 
En 1977, la voiture gagne 15 ch et c'est la consécration de la Fiat 131 Abarth face aux Ford Escort RS et Opel Ascona SR avec un titre de Champion du monde des rallyes constructeur. La Fiat 131 Abarth domine le Championnat du monde dont une victoire mémorable au Rallye de Corse où cinq Fiat 131 Abarth figurent aux huit premières places du classement final. 
En 1978, avec une très grande régularité, Markku Alén remporte le titre de Champion du monde pilote et Fiat celui des constructeurs avec cinq victoires sur onze rallyes face aux Ford Escort RS. 
La saison 1979 sera une année de transition. Fiat réduit son budget compétition, le nombre d'équipes, et décide de ne participer qu'à trois compétitions pour un nouveau titre mondial. Le titre lui est ravis sur le fil par Ford. 
C'est Walter Röhrl qui, en 1980, se charge de remporter le titre pilote et un troisième titre constructeur pour Fiat grâce à cinq victoires. 
Les saisons 1981-1982 marquent le début du déclin de l'équipe courses. Se satisfaisant des triomphes acquis les années précédentes et en raison de l'âge de la 131, dont la production du modèle de série touchait à sa fin, Fiat décide de se retirer des compétitions mais va engager dans les rallyes la marque Lancia qui prépare un futur modèle spécial avec Abarth pour porter les couleurs du groupe Fiat.
Grâce à des équipes privées, la Fiat 131 Abarth restera dans la course et remportera même une victoire éclatante dans le Rallye du Portugal et d'autres compétitions en 1981, ainsi qu'une septième place au Rallye de l'Acropole en 1982.
À la suite du nouveau règlement imposé de la FISA pour la saison 1982, Abarth se consacre à la préparation de la Lancia Rally 037 pour le futur Groupe B. 

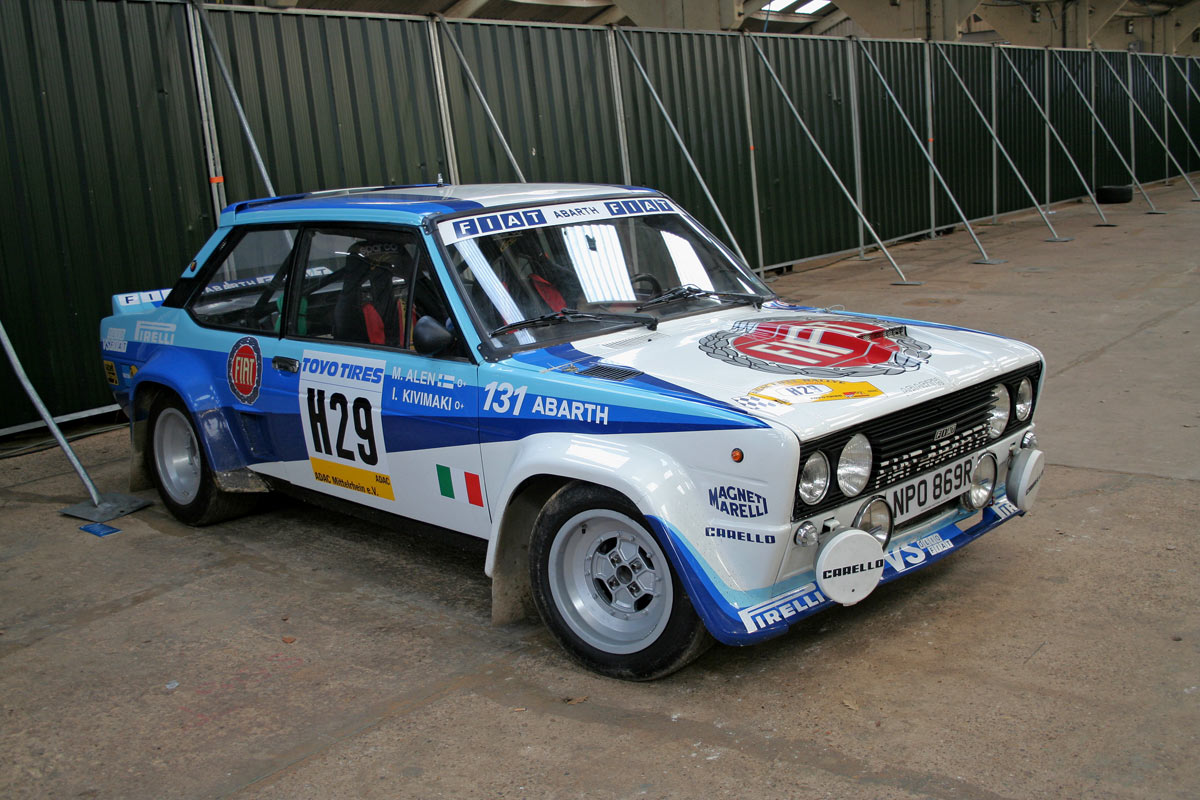
La Fiat 131 Rally Abarth Corsa dans sa livrée Fiat blanc/bleu (1980-1982)

## Palmarès de la Fiat 131 Abarth Rally
- 2 titres de Champion du monde pilotes (Markku Alén en 1978, Walter Röhrl en 1980),
- 3 titres de Champion du monde constructeurs (1977, 1978 et 1980).

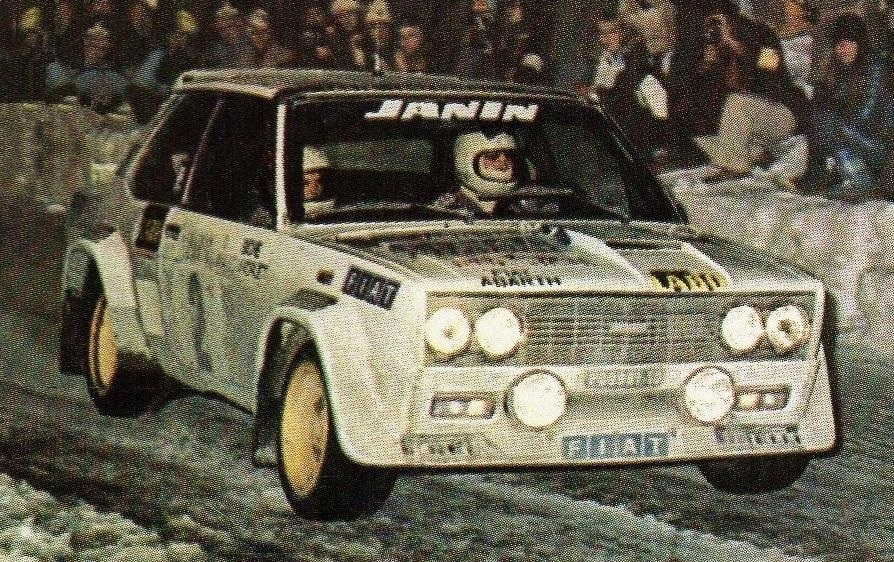
Jean-Claude Andruet en 1977 (col de Turini, Rallye Monte-Carlo).

### Victoires

#### 1975
- Rallye 100.000 Trabucchi (Bacchelli - Rossetti)
- Rallye de l'île d'Elbe (Alen - Kivimaki)

#### 1976
- Rallye San Giacomo (Verini - Russo)
- Rallye de Finlande (Alen - Kivimaki)

#### 1977
- Rallye du Portugal (Alen - Kivimaki)
- Rallye de Nouvelle-Zélande (Bacchelli - Rossetti)
- Rallye du Canada (Salonen - Andreasson)
- Rallye de San Remo (Andruet - Delferrier)
- Rallye de Corse (Darniche - Mahé)
- Rallye d'Antibes (Andruet - Delferrier)
- Rallye Colline Romagna (Verini - Scabini)

#### 1978
- Rallye du Portugal (Alen - Kivimaki)
- Rallye de Finlande (Alen - Kivimaki)
- Rallye de Grèce (Rohrl - Geistdorfer)
- Rallye du Canada (Röhrl - Geistdorfer)
- Rallye de Corse (Darniche - Mahé)

#### 1979
- Rallye de Finlande (Alen - Kivimaki)
- Rallye du Brésil (Alen Kivimaki)

#### 1980
- Rallye de Monte-Carlo (Rohrl - Geistdorfer)
- Rallye du Portugal (Rohrl - Geistdorfer)
- Rallye d'Argentine (Rohrl - Geistdorfer)
- Rallye de San Remo (Rohrl - Geistdorfer)
- Rallye de Finlande (Alen - Kivimaki)

#### 1981
- Rallye du Portugal (Alen - Kivimaki)

#### 1982
- Trophée Rallye National (Zanussi - Bernacchini)

## Caractéristiques techniques
Fiat 131 Abarth Rally (entre parenthèses les valeurs de la version Course)
Configuration :
- carrosserie : berline 2 portes
- position moteur : longitudinal avant
- transmission : aux roues arrière

Dimensions et poids :
- longueur : 4 190 mm
- largeur : 1 720 (1 820) mm
- hauteur : 1 360 mm
- empattement : 2 490 mm
- voie avant : 1 460 (1 520) mm
- voie arrière : 1 492 mm
- nombre de places assises : 5 (2)
- poids à vide : 980 (950 à 1 020) kg
- réservoir : 60 (100) litres

Mécanique :
- moteur : Fiat Abarth 4 cylindres en ligne
- distribution : 16 soupapes avec 2 arbres à cames en tête commandés par courroie crantée
- alimentation : carburateur double corps Weber 34ADF (injection mécanique indirecte)
- cylindrée : alésage 84 mm, course 90 mm) 1 995 cm3
- puissance : 140 ch (DIN) à 6 400 tr/min (220 ch à 7 500 tr/min)
- puissance spécifique : 70,2 ch/l (110,3 ch/l)
- couple : 176,6 N m à 3 800 tr/min (225,6 N m à 5 750 tr/min)
- embrayage : monodisque à sec
- boîte de vitesses Colotti[3] : manuelle 5 rapports - différentiel autobloquant

Châssis :
- châssis : monocoque en acier (structure acier, panneaux fibre de verre)
- direction : à crémaillère
- suspension avant : roues indépendantes, type McPherson, avec ressorts hélicoïdaux, amortisseurs hydrauliques télescopiques et barre stabilisatrice
- suspension arrière : roues indépendantes et montants télescopiques type McPherson, bras oscillants inférieurs, amortisseurs hydrauliques télescopiques et barre stabilisatrice
- freins avant : à disques ventilés
- freins arrière : à disques avec double circuit et pompe, répartition réglable au tableau de bord
- pneumatiques : Pirelli P7 195/50 VR15 (P7 283/35 pour enrobé ou P7 205/6 VR15 tout terrain et neige)
- jantes : alliage léger 15'

Prestations :
- vitesse maxi : 190 km/h
- accélération : 1 000 m D.A. : 28,7 s (NC)
- consommation : 9,5 l/100 km (NC)
- homologation : Groupe 4

## Les versions volumétriques Abarth
En 1978, quand les 400 modèles « civils » furent tous commercialisés, la Fiat 131 Abarth Rally disparut du catalogue Fiat. Pour retrouver une Fiat 131 avec le logo du scorpion, il faudra attendre 1981, quand Fiat décida de lancer sur le marché deux modèles en série limitée, la Fiat 131 Racing Volumex Abarth, sur la base de la Fiat 131 Racing 2000/TC 2 portes de la seconde série, et la Fiat 131 Supermirafiori Volumex Abarth sur la base de la Fiat 131 Supermirafiori 2000/TC 4 portes de la troisième série.
Les deux modèles utilisaient un compresseur volumétrique, une solution que Fiat a longtemps préférée au turbocompresseur. Par rapport au « modèle de série », les modifications concernent le moteur, la boîte de vitesses, les freins et les suspensions pour contenir le surcroit de puissance. En plus de ces modifications, Abarth proposait un kit complémentaire pour des élaborations. Par rapport à la Fiat 131 Abarth Rally, la Racing Volumétrique Abarth possède une esthétique plus sobre mais on note la différence de nom sur les inscriptions à l'arrière et le dessin des jantes en alliage léger avec le logo Abarth. La finition intérieure est également différente. La Fiat 131 Supermirafiori Volumex Abarth dispose d'une carrosserie à 4 portes. Ces deux modèles étaient des versions « sportives » des modèles de base sans jamais avoir obtenu la moindre homologation pour une compétition. Leur production s'arrêtera en fin d'année 1983.

## Dans la culture
La Fiat 131 Abarth Rally apparaît dans Forza Motorsport 3, Forza Motorsport 4, Forza Motorsport 5, Forza Motorsport 6, Forza Motorsport 7 ainsi que dans Colin McRae: Dirt, DIRT 3, DIRT 4, Dirt Rally, Dirt Rally 2.0, et Forza Horizon 2, Forza Horizon 3, Forza horizon 4.